# Sparkasse Iserlohn
Die Sparkasse der Stadt Iserlohn ist eine öffentlich-rechtliche Sparkasse mit Sitz in Iserlohn im Märkischen Kreis. Ihr Geschäftsgebiet ist das Stadtgebiet von Iserlohn.

## Geschichte
Die Sparkasse Iserlohn wurde 1836 gegründet. Sie war eine der ersten Sparkassen Westfalens und residierte zunächst in der Rentiestube des Rathauses. In den 1950er und 1960er Jahren errichtete das Kreditinstitut Geschäftsstellen in allen größeren Iserlohner Stadtteilen. Nach der kommunalen Neuordnung zum 1. Januar 1975 fusionierten die Sparkasse Iserlohn, die seit 1867 bestehende Amtssparkasse zu Hennen und die 1905 gegründete Sparkasse Letmathe  per 1. Januar 1976 zur Sparkasse der Stadt Iserlohn. Die Bilanzsumme betrug zu diesem Zeitpunkt rund 1,2 Milliarden DM.
Die Sparkasse Iserlohn betreibt drei mitarbeiterbesetzte Geschäftsstellen in Iserlohn, Letmathe und Hennen sowie sechs SB-Geschäftsstellen mit Geldautomaten und Selbstbedienungsterminals in den Stadtteilen Dröschede, Grüne, Kalthof, Nußberg, Sümmern und Wermingsen. Ferner wird im Stadtbahnhof Iserlohn ein Geldausgabeautomat betrieben.

## Geschäftszahlen
Die Sparkasse Iserlohn wies im Geschäftsjahr 2024 eine Bilanzsumme von 2,035 Mrd. Euro aus und verfügte über Kundeneinlagen von 1,503 Mrd. Euro. Gemäß der Sparkassenrangliste 2024 liegt sie nach Bilanzsumme auf Rang 235. Sie unterhält 9 Filialen/Selbstbedienungsstandorte und beschäftigt 275 Mitarbeiter.

## Sparkassen-Finanzgruppe
Die Sparkasse Iserlohn ist Teil der Sparkassen-Finanzgruppe und gehört damit auch ihrem Haftungsverbund an. Er sichert den Bestand der Institute und sorgt dafür, dass sie auch im Fall der Insolvenz einzelner Sparkassen alle Verbindlichkeiten erfüllen können. Die Sparkasse vermittelt Bausparverträge der regionalen Landesbausparkasse, offene Investmentfonds der Deka und Versicherungen der Westfälische Provinzial Versicherung. Im Bereich des Leasing arbeitet die Sparkasse Iserlohn mit der  Deutschen Leasing zusammen. Die Funktion der Sparkassenzentralbank nimmt die Landesbank Hessen-Thüringen wahr.